# Otakar Vindyš
Otakar Vindyš, född 9 april 1884 i Prag, kronlandet Böhmen i kejsardömet Österrike-Ungern, död 23 december 1949 i Prag, Tjeckoslovakien, var en ishockeyspelare som representerade Böhmen och Tjeckoslovakien. Han blev olympisk bronsmedaljör i Antwerpen 1920 och kom på femte plats i Chamonix 1924. 1911 vann han Europamästerskapet i ishockey med Böhmen.

## Meriter
- OS-brons 1920